# フリードリヒ・アウグスト (アンハルト＝ツェルプスト侯)

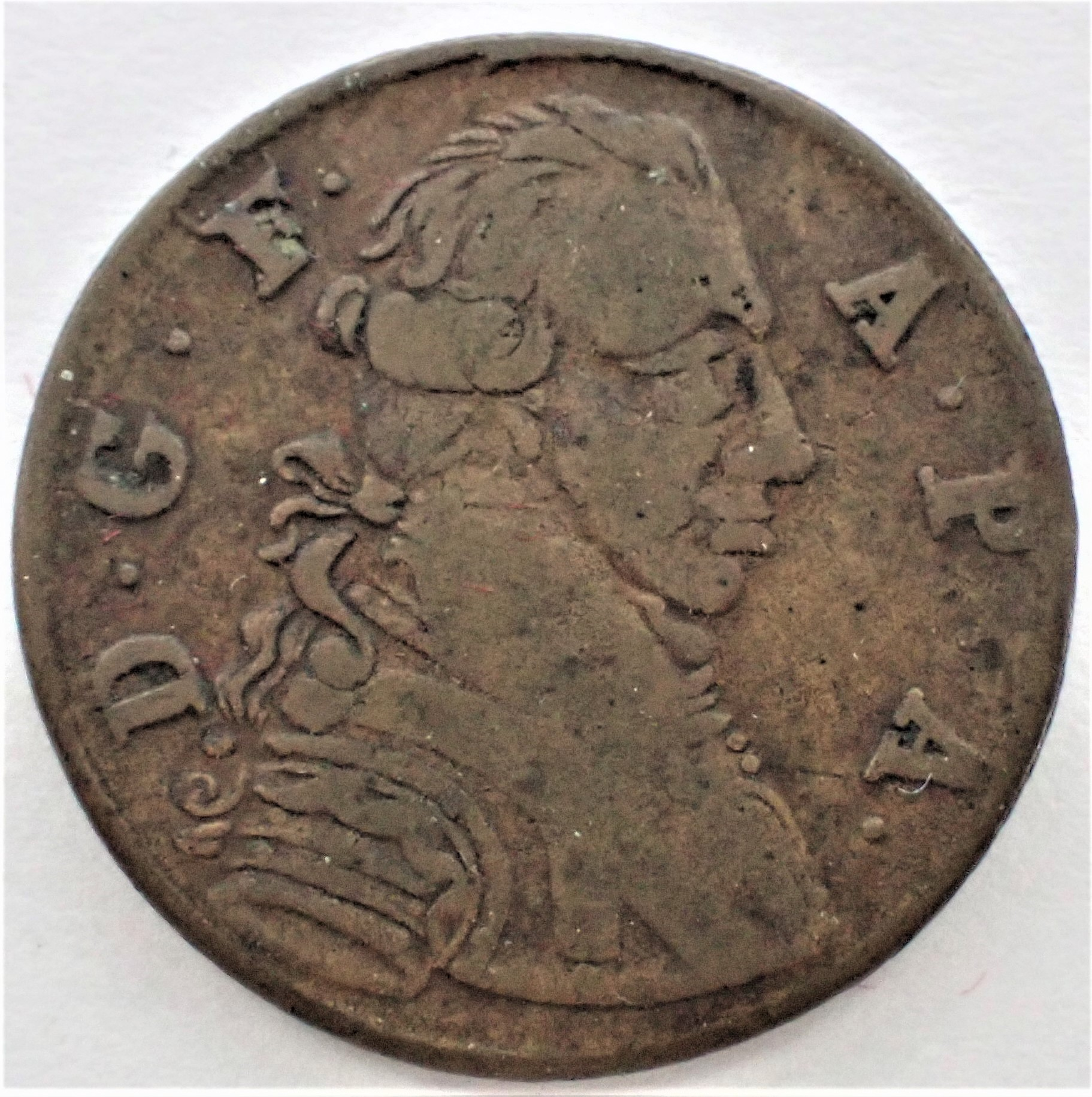
フリードリヒ・アウグストの肖像が刻まれたプフェニク硬貨（1766年）

フリードリヒ・アウグスト（ドイツ語：Friedrich August, 1734年8月8日 - 1793年3月3日）は、アンハルト＝ツェルプスト侯（在位：1747年 - 1793年）。成人となる1752年9月28日まで母ヨハンナ・エリーザベト・フォン・シュレースヴィヒ＝ホルシュタイン＝ゴットルプが代わりに統治を行った。

## 生涯
フリードリヒ・アウグストはアンハルト＝ツェルプスト侯クリスティアン・アウグストの息子である。父クリスティアン・アウグストは1742年から1746年まで兄ヨハン・ルートヴィヒ2世と共同統治、その後自身が死去する1747年まで単独統治を行った。フリードリヒ・アウグストは後のロシア女帝エカチェリーナ2世の弟にあたる。1748年にロシア女帝エリザヴェータより聖アンドレイ勲章を与えられた。1750年にオーストリア帝国軍に入り、1751年に第11胸甲騎兵連隊の連隊所有者（Inhaber）として少佐に昇進した。侯領を引き継いだものの、すぐに統治を母親に任せ旅に出て、1752年にツェルプストに戻った。1753年11月17日にツェルプストにおいて最初の妻、マクシミリアン・フォン・ヘッセン＝カッセルの娘カロリーネ・ヴィルヘルミーナ・ゾフィアと結婚した。
アンハルトが七年戦争の初めは中立を保っていたにもかかわらず、母ヨハンナ・エリーザベトは、フランスのフエーニュ侯爵（1726年頃 - 1791年）を保護していた。フエーニュ侯爵はスパイ活動で告発されていたが、実際にベルニ枢機卿よりロシアが反プロイセンで同盟に忠実であるかどうかを調査するよう依頼されていた。プロイセン王フリードリヒ2世にとっては、これが1758年2月22日にフォン・クライスト少佐がアンハルトを軍事的に占領した理由となった。それ以来、フリードリヒ・アウグストはアンハルト＝ツェルプストとイェファーの宮廷議会の助けを借りて、さまざまな亡命先から統治を行ったため、その統治は混乱し、専制的となり臣民に影を落とした。フリードリヒ・アウグストは軍隊を非常に好み、イェファーに5つの兵舎を建設した。そのうちの1つは現在はマリエンギムナジウムの校舎として使用されている。さらに、1753年から1762年までオーストリアの第11胸甲騎兵連隊の連隊所有者をつとめたが、この連隊は現在はアンハルト・ツェルブストという名前が付けられている。1761年ごろ、オーストリア軍へ編入させるため、自領や外国の地域から約500人の歩兵と30人の騎手を募り新たに大隊を編成した。
1759年5月に妃カロリーネが死去していたが、1764年にフリードリヒ・アウグストはフリーデリケ・アウグステ・ゾフィー・フォン・アンハルト＝ベルンブルクと再婚した。さまざまな保養地に滞在した後、夫妻は1765年2月にバーゼルに到着した。ここで、彼らはペータースグラーベンのミツシェ邸に居を構え、グンデルディンゲンの城を夏の住居とした。
フリードリヒ・アウグストは、アメリカ独立戦争でイングランド側に兵士を提供した領主の1人であった。1778年から1783年にかけて、2つの連隊と計1,152名の兵士をイングランドに売却し、その結果国庫の状況を改善させた（イングランドに売却されたアンハルト＝ツェルプスト連隊は、1778年9月にケベックに到着し、輸送船で3か月滞在した後、終戦まで守備隊として留まった。アンハルトから2番目に派遣された軽騎兵大隊は、1781年にニューヨークに上陸した。帰還したのはアメリカに派遣された兵士の半分以下であった）。フリードリヒ・アウグストは1776年以降、自領の臣民に宗教的寛容を認めた。
1780年、地方行政官との論争のため、バーゼルを去りルクセンブルクに向かった。1789年にオーストリア陸軍元帥中将（Feldmarschallleutnant）に昇進した。1792年ごろには帝国軍の全アンハルト部隊を担当した。
フリードリヒ・アウグストは1793年にルクセンブルクで死去したが、恐怖と妄想に悩まされ、男子継承者もなく、自領に長い間帰還できない状態であった。1793年3月18日にルクセンブルクの墓地に埋葬された。フリードリヒ・アウグストの死により、アンハルト＝ツェルプスト侯家は断絶し、侯領は1797年にアンハルト＝ベルンブルク、アンハルト＝ケーテンおよびアンハルト＝デッサウに分割された。アンハルト＝ツェルプスト侯国が宗主国であったイェファー領は、姉であるエカチェリーナ2世に継承され、ロシアの支配下に置かれた。1818年、ロシアはイェファーの主権をオルデンブルク大公国に与えた。1827年にフリードリヒ・アウグストの2番目の妃フリーデリケ・アウグステが亡くなった後、イェファーは正式にオルデンブルク家に戻された。

## その他
ヴァンガーラントのフリードリヒ・アウグステングローデンは1765年に堤防がつくられ、フリードリヒ・アウグストにちなんで名付けられた
。